# Zapteryx exasperata
 Zapteryx exasperata és un peix de la família dels rinobàtids i de l'ordre dels rajiformes.

## Morfologia
Pot arribar als 83 cm de llargària total en el cas dels mascles i 97 en el de les femelles.

## Reproducció
És ovovivípar.

## Distribució geogràfica
Es troba des de les costes de Califòrnia (Estats Units) fins al Perú.